# فرد کوتس
فرد کوتس (انگلیسی: Fred Coates؛ 16 November 1879 – ۱۹۵۶ (۷۶−۷۷ سال)) بازیکن فوتبال بود.